# Одиль Версуа
Одиль Версуа (фр. Odile Versois, настоящее имя — Татьяна Владимировна Полякова-Байдарова, известная также как Этьеннетт Татьяна де Полякофф-Байдарофф (фр. Étiennette Tatiana de Poliakoff-Baïdaroff; 15 июня 1930, Париж, Франция — 23 июня 1980, Нёйи-сюр-Сен, Франция) — французская актриса русского происхождения, сестра актрисы Марины Влади.

## Биография
Дочь оперного певца Владимира Васильевича Полякова-Байдарова и балерины Милицы Энвальд.
В юности танцевала в кордебалете Парижской оперы, однако балету предпочла карьеру актрисы, взяв псевдоним Одиль Версуа. Дебютировала в фильме «Последние каникулы» Р. Ленхардта, впоследствии снялась в трёх десятках фильмов, в том числе «Картуш» Ф. де Брока, «Ты — яд» Р. Оссейна и «Бенжамен, или Дневник девственника» М. Девиля, кроме того, снималась в телефильмах и играла в различных театральных постановках (в том числе совместно с сёстрами в спектакле «Три сестры» на сцене театра Hébertot).
После развода с актёром Жаком Дакмине Одиль Версуа в 1953 году вышла замуж за графа Франсуа Поццо ди Борго, с которым у неё было четверо детей. В пятьдесят лет она умерла от рака. Похоронена на Русском кладбище Сент-Женевьев-де-Буа (Эссонн).

## Семья
Первый муж — актёр Жак Дакмин. Второй муж — граф Ф. Поццо ди Борго (четверо детей).
Сёстры — режиссёр Ольга Варен и актрисы Элен Валье и Марина Влади.

## Награды
- 1948 — Приз Сюзанны Бьянкетти (за роль в фильме «Последние каникулы»)